# FC Twente
FC Twente (pronunție în neerlandeză [ɛfˈseː ˈtʋɛntə]) este un club de fotbal din Enschede, Țările de Jos, care evoluează în Eredivisie.

## Palmares

### Național
- Eredivisie (1): 2010

Finalistă (3):  1974, 2009, 2011
- KNVB Cup (3): 1977, 2001, 2011

Finalistă (4):  1975, 1979, 2004, 2009
- Johan Cruijff Schaal (2): 2010, 2011

Finalistă (1)2001

### Internațional
- Cupa UEFA

Finalistă (1):  1975
- UEFA Europa League
  -  Sferturi de Finală (1) : 2011

## Golgheteri

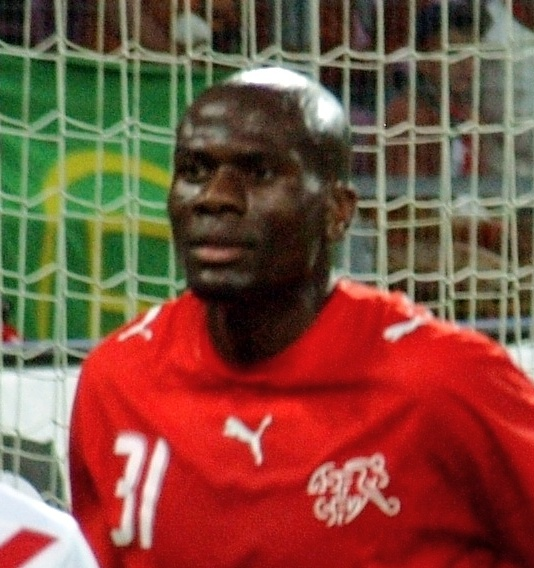
Blaise Nkufo cu 114 goluri este golgheterul all-time al echipei

| Season  | Name                  | Goals |
| ------- | --------------------- | ----- |
| 1963–64 | Melchior Rutte        | 13    |
| 1964–65 | Jeroen Driessen       | 12    |
| 1965–66 | Hans Roordink         | 11    |
| 1966–67 | Jan Jeuring           | 10    |
| 1967–68 | Dick van Dijk         | 22    |
| 1968–69 | Dick van Dijk         | 30    |
| 1969–70 | Antal Nagy            | 17    |
| 1970–71 | Jan Jeuring           | 17    |
| 1971–72 | René van de Kerkhof   | 10    |
| 1972–73 | Jan Jeuring           | 13    |
| 1973–74 | Johan Zuidema         | 14    |
| 1974–75 | Johan Zuidema         | 10    |
| 1975–76 | Jan Jeuring           | 20    |
| 1976–77 | Arnold Mühren         | 13    |
| 1977–78 | Ab Gritter            | 15    |
| 1978–79 | Ab Gritter            | 14    |
| 1979–80 | Hallvar Thoresen      | 11    |
| 1980–81 | Hallvar Thoresen      | 15    |
| 1981–82 | Manuel Sánchez Torres | 15    |
| 1982–83 | Martin Koopman        | 7     |
| 1983–84 | Billy Ashcroft        | 21    |
| 1984–85 | Willy Carbo           | 15    |
| 1985–86 | Martin Koopman        | 8     |
| 1986–87 | Ulrich Wilson         | 8     |
| 1987–88 | Piet Keur             | 17    |
| 1988–89 | Piet Keur             | 16    |

| Season  | Name                                    | Goals |
| ------- | --------------------------------------- | ----- |
| 1989–90 | Claus Nielsen                           | 14    |
| 1990–91 | Claus Nielsen                           | 16    |
| 1991–92 | Youri Mulder                            | 18    |
| 1992–93 | Prince Polley                           | 11    |
| 1993–94 | Edwin Vurens                            | 10    |
| 1994–95 | Michel Boerebach                        | 12    |
| 1995–96 | Arnold Bruggink                         | 11    |
| 1996–97 | John Bosman                             | 20    |
| 1997–98 | John Bosman Jan van Halst Antti Sumiala | 6     |
| 1998–99 | Jan Vennegoor of Hesselink              | 21    |
| 1999–00 | Jan Vennegoor of Hesselink              | 19    |
| 2000–01 | Jan Vennegoor of Hesselink              | 15    |
| 2001–02 | Jack de Gier                            | 6     |
| 2002–03 | Ellery Cairo                            | 7     |
| 2003–04 | Blaise Nkufo                            | 14    |
| 2004–05 | Blaise Nkufo                            | 16    |
| 2005–06 | Blaise Nkufo                            | 12    |
| 2006–07 | Blaise Nkufo                            | 22    |
| 2007–08 | Blaise Nkufo                            | 22    |
| 2008–09 | Blaise Nkufo                            | 16    |
| 2009–10 | Bryan Ruiz                              | 24    |
| 2010–11 | Marc Janko                              | 15    |
| 2011–12 | Luuk de Jong                            | 25    |
| 2012–13 | Luc Castaignos                          | 13    |

## Antrenori
| - Friedrich Donenfeld (1 iulie 1965–30 iunie 1966) - Kees Rijvers (1 iulie 1966–30 iunie 1972) - Spitz Kohn (1 iulie 1972–Sept 30, 1979) - Hennie Hollink (1980–81) - Rob Groener (1981–82) - Spitz Kohn (Nov 1, 1982–30 iunie 1983) - Fritz Korbach (1 iulie 1983–30 iunie 1986) - Theo Vonk (1 iulie 1986–30 iunie 1992) | - Rob Baan (1 iulie 1992–30 iunie 1994) - Issy ten Donkelaar (1 iulie 1994–Nov 19, 1995) - Fred Rutten (interim) (Nov 16, 1995–Jan 15, 1996) - Hans Meyer (Jan 15, 1996–Sept 5, 1999) - Fred Rutten (Sept 6, 1999–30 iunie 2001) - John van 't Schip (1 iulie 2001–10 iulie 2002) - René Vandereycken (24 iulie 2002–17 mai 2004) - Rini Coolen (1 iulie 2004–Feb 1, 2006) | - Jan van Staa (interim) (Feb 1, 2006–30 iunie 2006) - Fred Rutten (1 iulie 2006–30 iunie 2008) - Steve McClaren (20 iunie 2008–30 iunie 2010) - Michel Preud'homme (1 iulie 2010–30 iunie 2011) - Co Adriaanse (1 iulie 2011–Jan 3, 2012) - Steve McClaren (Jan 5, 2012–Feb 26, 2013) - Alfred Schreuder (interim) (Feb 26, 2013–1 aprilie 2013) - Michel Jansen (interim) (1 aprilie 2013–) |